# 1941 في تركيا
فيما يلي قوائم الأحداث التي وقعت خلال عام 1941 في تركيا.

## سياسة

### انتهاء فترة المنصب
- 5 مارس – محمد رفعت بورقجي رئيس منظمة الشؤون الدينية التركية ‏.

## مواليد

### يناير
- 1 يناير – عائشة شعشع كاتبة سيناريو تركية.
- 1 يناير – نيفين خاليجي

### فبراير
- 12 فبراير – إيردن ألكان

### أبريل
- 27 أبريل – فتح الله كولن

### يونيو
- 24 يونيو – اركين كوراي مغني تركي.

### أغسطس
- 26 أغسطس – عائشة كولين

### سبتمبر
- 13 سبتمبر – أحمد نجدت سيزر سياسي تركي.
- 20 سبتمبر – تمل كاراملا أوغلو سياسي تركي.

### ديسمبر
- 9 ديسمبر – محمد علي براند صحفي تركي.

## وفيات

### يناير
- 1 يناير – صالحة سلطان (مواليد 1862)

### مارس
- 5 مارس – محمد رفعت بورقجي (مواليد 1860) عالم مسلم عثماني ثم تُركي وأوَّل رؤساء منظمة الشؤون الدينية التركية.